# 納尼亞傳奇：黎明行者號
《納尼亞傳奇：黎明行者號》（英語：The Chronicles of Narnia: The Voyage of the Dawn Treader）是一部於2010年上映的奇幻冒險電影，劇情根據小說《黎明行者號》改編，且是第三部以C·S·路易斯史詩奇幻系列《納尼亞傳奇》作為藍本的電影（小說時序中排第五）。該片也為威登媒體製作的《納尼亞傳奇》系列電影中的第三部，且同時也是最後一部。《納尼亞傳奇：黎明行者號》是系列中唯一由二十世紀福斯發行的作品，由於華特迪士尼影業選擇不與威登媒體在預算糾紛後繼續擔任製片商。該片也是系列中唯一以數位3D格式上映的作品。
電影為麥可·艾普特執導，克里斯多佛·馬庫斯、史蒂芬·麥費利及麥克·派卓羅尼共同編劇。演員包含喬基·亨莉、史肯達·凱恩斯、班·巴恩斯、威爾·普爾特、蒂妲·絲雲頓、連恩·尼遜與賽門·佩吉等人。
該片於2010年11月30日在倫敦皇家電影專場上首映，並在同年12月10日開始於全球發行。《納尼亞傳奇：黎明行者號》在商業方面取得成功，但收穫普遍影評人的混合評價；演員的表現及視覺效果受到稱讚，劇本與節奏則遭到批評。電影在北美共進帳1.04億美元，低於其前作。然而，該片於全球範圍之總票房較《納尼亞傳奇：賈思潘王子》的3.10億美元高，為2010年全球票房的第12名，收入近4.15億美元，且電影還在第68屆金球獎上獲得提名。此外，《納尼亞傳奇：黎明行者號》也是二十世紀福斯於該年度中進帳票房最高的一部。
《魔法師的外甥》將會是系列的第四部作品，但在2011年秋天，威登媒體與C·S·路易斯的改編版權期滿，導致電影可能將無限期推遲。然而，2013年10月1日，C·S·路易斯公司宣布他們已與馬克·戈登公司達成協議，共同開發及製作第四部電影《納尼亞傳奇：銀椅》。

## 劇情
年輕有為的賈思潘國王登基成為納尼亞國王後，全力以赴平定國內外紛亂，當國家一切上軌道後，賈思潘想要找回當初被暴君弥若兹放逐海外父皇的七位勳爵，於是將國政交由川卜金攝政，自己帶著忠心的老鼠長老脾氣、船長垂尼安等人，乘著大船「黎明行者號」探索，除了希望找回先王勳爵，更想要到達極東之處亞斯藍的國度。出發沒多久他們就遇上從另一個世界來的老朋友艾德蒙和露西兄妹，以及他們的表弟尤斯提，他們是被亞斯藍所召喚來協助國王賈思潘，共同經歷這一段探索未知領域的奇幻冒險......

## 角色

### 佩文西家及史瓜家
- 喬基·亨莉 飾演 露西·佩文西：露西是佩文西家中年紀最小的孩子，也是納尼亞的女王之一。
- 史肯達·凱恩斯 飾演 愛德蒙·佩文西：愛德蒙是佩文西家中第二小的孩子，也是納尼亞的國王之一。
- 威爾·普爾特 飾演 尤斯提·史瓜：尤斯提是佩文西家四個孩子惱人的表弟，並且是第一次來到納尼亞。

### 黎明行者號的船員
- 班·巴恩斯 飾演 賈思潘國王（英语：Prince Caspian (character)）：納尼亞的國王。
- 賽門·佩吉 配音 老脾氣：老脾氣是一隻勇敢的老鼠劍客，在《賈思潘王子》事件期間協助佩文西一家的孩子。
- 蓋瑞·史威特（英语：Gary Sweet） 飾演 德理寧勳爵：德理寧是黎明行者號的船長和賈思潘的摯友。
- 沙恩·朗吉 飾演 牛頭人身怪

### 納尼亞人
- 連恩·尼遜 配音 亞斯藍（英语：Aslan）：亞斯藍是一隻偉大的獅子，也是納尼亞地位最高的國王。
- 羅伊·貝林（英语：Roy Billing） 飾演 獨腳人首領[8]
- 勞拉·布倫特（英语：Laura Brent） 飾演 莉莉安德爾：星辰拉曼杜（英语：Ramandu）之女，幫助黎明行者號船員摧毀黑暗之島的邪惡，也與賈思潘國王相戀。
- 比爾·布朗（英语：Bille Brown） 飾演 柯瑞金：魔法師

### 客串演出
- 威廉·莫斯里 飾演 彼得·佩文西
- 安娜·帕波維爾 飾演 蘇珊·佩文西
- 蒂妲·絲雲頓 飾演 白女巫
- 道格拉斯·葛瑞罕 飾演 奴隸販子[9]

## 製作
電影於2009年7月27日在澳洲昆士蘭州開拍，同年11月結束。

## 發行

### 評價
電影收穫了普遍影評人的混合評價。根據爛蕃茄上收集的160篇專業影評文章，其中79篇給出了「新鮮」的正面評價，「新鮮度」為49%，平均得分5.7分（滿分10分），而基於另一影評網站Metacritic上的33篇評論文章，其中12篇予以好評，1篇差評，20篇褒貶不一，平均分為53（滿分100）。據CinemaScore於首映週末的調查顯示，觀眾的平均評價於A+至F間落於「A-」。

### 票房
《納尼亞傳奇：黎明行者號》在全球共進帳415,686,217美元，其中104,386,950美元來自北美，其他地區的收入則為311,299,267美元。該片於2010年全球票房排名中列第12位，也成為福斯在2010年中最賣座的電影，擊敗《騎士出任務》及《波西傑克森：神火之賊》。

### 榮譽
2010年12月14日，《納尼亞傳奇：黎明行者號》在好萊塢外國記者協會舉行的第68屆金球獎上，以歌曲《There's a Place for Us》奪下最佳原創歌曲獎的提名。

## 外部連結
- 官方网站
- 互联网电影数据库（IMDb）上《納尼亞傳奇：黎明行者號》的资料（英文）
- 爛番茄上《納尼亞傳奇：黎明行者號》的資料（英文）
- Metacritic上《納尼亞傳奇：黎明行者號》的資料（英文）
- Box Office Mojo上《納尼亞傳奇：黎明行者號》的資料（英文）
- AllMovie上《納尼亞傳奇：黎明行者號》的资料（英文）
- 时光网上《納尼亞傳奇：黎明行者號》的資料（简体中文）